# Małżoraczki
Małżoraczki (Ostracoda) – gromada drobnych skorupiaków (Crustacea) o długości ciała 0,5-5 mm. Największy żyjący obecnie małżoraczek, Gigantocypris agassizi, osiąga 2,3 cm długości.

## Anatomia
Segmentacja ciała zupełnie zatarta. Okryte całkowicie dwuklapkowym pancerzem przesyconym solami wapnia, przypominającym nieco muszlę małża. Połówki pancerza połączone po stronie grzbietowej więzadłem i zamykane przy pomocy mięśnia zwieracza. Pancerz często pokryty inkrustacjami mającymi znaczenie przy identyfikacji gatunków. Posiadają 6-7 par odnóży (włączając odnóża głowowe), w tym 2 pary czułków, 1 para żuwaczek, 1-2 pary szczęk, 2 pary odnóży tułowiowych krocznych. Ciało zakończone widełkami (furca). Brak narządów oddechowych  – wymiana gazowa odbywa się całą powierzchnią ciała (włączając pancerz). Układ nerwowy skondensowany i uproszczony. Oczy złożone lub brak. Oczy naupliusowe (larwalne-proste) również u postaci dorosłych. Rozdzielnopłciowe, ale przeważnie partenogenetyczne. Jajorodne. Larwa – pływik. 5-9 stadiów larwalnych.

## Ekologia
Małżoraczki odżywiają się detrytusem, szczątkami roślinnymi i zwierzęcymi, glonami (np. okrzemkami). Często filtrujące, niektóre drapieżne. Stanowią składnik pożywienia ryb.
Żyją w wodach słodkich i słonych (morza, oceany). Nieliczne lądowe. Większość przydennych, aż do głębokości 400 m. Również na roślinach i na powierzchni ciała innych zwierząt (np. skorupiaków i ryb). Gatunki lądowe żyją w tropikach (np. w lasach południowej Afryki, w wilgotnej ściółce - Mesocypris terrestris). Znane od ordowiku, liczne gatunki kopalne – często ważne skamieniałości przewodnie.
U Vargula hilgendorfii występuje niebieska bioluminescencja. W ciele każdego z osobników zawiera się około 1 µg lucyferyn oraz enzymu lucyferazy, katalizującej utlenianie lucyferyn, czego efektem jest luminescencja.

## Systematyka
Znanych jest około 2000 gatunków. Gromada małżoraczków dzieli się na następujące podrzędy i rzędy (bez uwzględnienia form kopalnych):
- Podgromada: Myodocopa(inne języki)
  - Rząd: Halocyprida
  - Rząd: Myodocopida
- Podgromada: Podocopa
  - Rząd: Platycopida
  - Rząd: Palaeocopida(inne języki)[6][7]
  - Rząd: Podocopida

Oraz 5 rodzajów o statusie incertae sedis: Ponticocytheres, Ruggieria, Tandonella, Typhloeucytherura oraz Yassinicythere.

## Badania małżoraczków
Nauka o małżoraczkach nazywana jest ostrakodologią. W Polsce badaniami ostrakodologicznymi zajmowali się między innymi Franciszek Adamczak, Janusz Błaszyk, Tadeusz Sywula i Janina Szczechura.